# Дикая природа Республики Конго
Дикая природа Республики Конго очень богата. В стране насчитывается 400 видов млекопитающих, 1000 видов птиц и 10 000 видов растений (3000 из которых уникальны для Республики Конго). Большая часть территории страны покрыта влажными тропическими лесами, хотя некоторые из южных районов вырублены лесозаготовками.
Часть бассейна реки Конго,  всемирно известного благодаря разнообразию диких животных, обитающих в его лесах, приходится на Республику Конго.

## Тропические леса
Большая часть Республики Конго — тропический лес. Лес разделен на несколько ярусов, первый из которых представляет собой низкие ветви больших вечнозеленых деревьев. Следующий уровень содержит более мелкие деревья и растения. Под этим уровнем находятся кусты и папоротники, лианы и корни деревьев. Примерно 69% территории страны составляют лесные массивы.
1 июля 2012 года Бассейн реки Конго был внесен в список всемирного наследия ЮНЕСКО.

## Дикая природа

### Флора
В Республике Конго произрастает около 10 000 видов тропических растений, 3000 из которых являются эндемиками (специфическими для Конго). Растения Конго включают в себя одни из самых разнообразных и богатых сред и самые большие лесные массивы, причем только Демократическая Республика Конго более разнообразна (6000 видов растений-эндемиков).

### Фауна

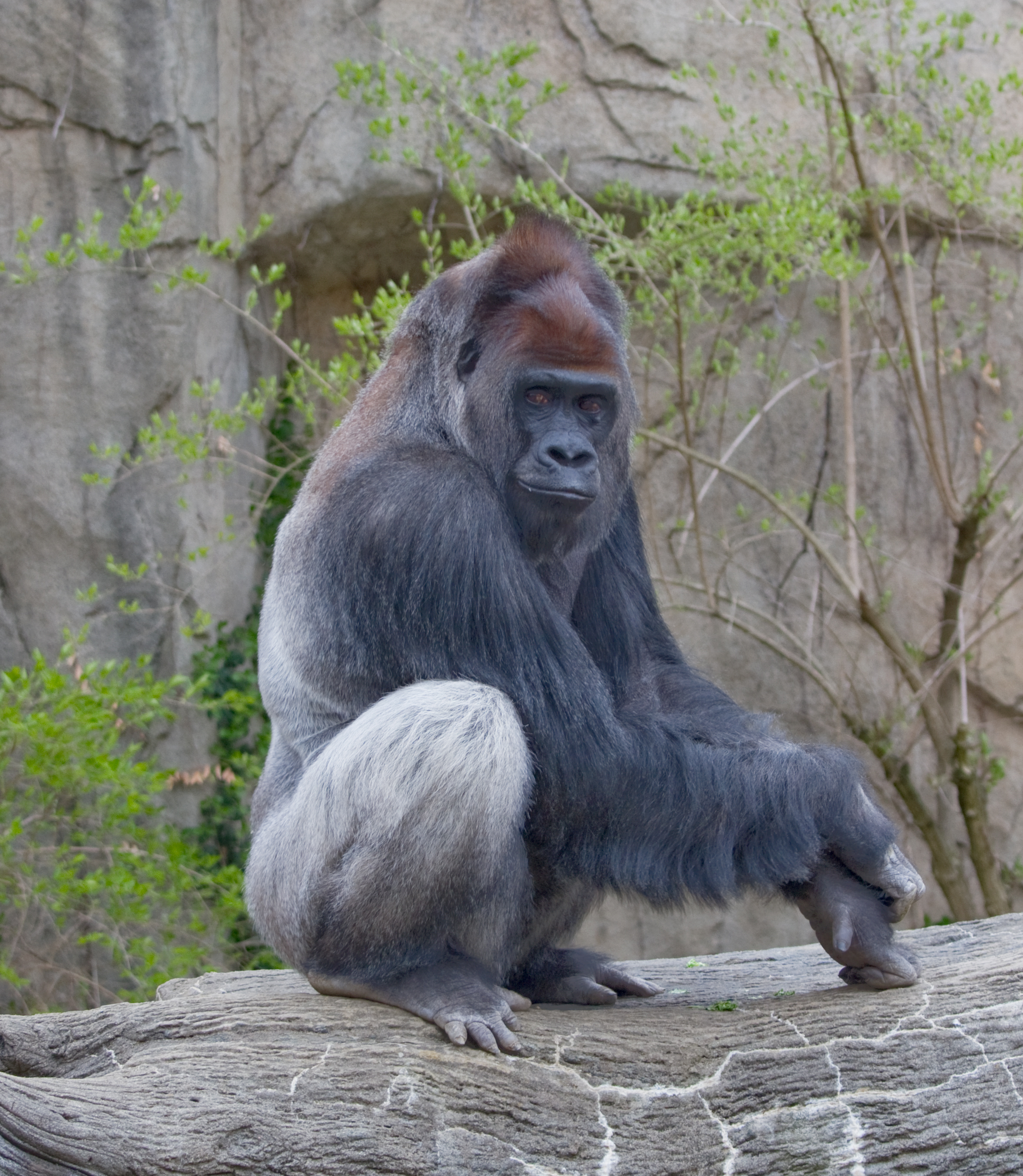
Западная равнинная горилла

Примерно в 2008 году исследователи из Общества охраны дикой природы изучали горилл в густых лесных районах, сосредоточенных в районе Кессо региона Сангх. Они предположили, что популяция составляет порядка 125 000 западных равнинных горилл,  изоляция которых от людей в значительной степени была обусловлена болотами.

### Рыба
В Республике Конго насчитывается около 700 видов рыб.

## Внешние ссылки
- 'Stopping wildlife trafficking in Congo' -Rhett A. Butler, mongabay.com. February 01, 2010
- Panda.org - 'Wildlife of the Congo'